# Hongrie aux Jeux olympiques de la jeunesse d'hiver de 2012
La Hongrie a participé aux Jeux olympiques de la jeunesse d'hiver de 2012 à Innsbruck en Autriche du 13 au 22 janvier 2012. L'équipe hongroise était composée de 9 athlètes dans 6 sports.

## Médaillés
| Médaille | Nom             | Sport            | Épreuve                     | Date       |
| -------- | --------------- | ---------------- | --------------------------- | ---------- |
| Argent   | Attila Kovacs   | Hockey sur glace | Concours masculin d'agilité | 19 janvier |
| Argent   | Fanni Gasparics | Hockey sur glace | Concours féminin d'agilité  | 19 janvier |

## Résultats

### Ski alpin
La Hongrie a qualifié un homme et une femme en ski alpin.
Homme
| Athlète       | Épreuve      | Finale        | Finale   | Finale        | Finale |
| Athlète       | Épreuve      | Manche 1      | Manche 2 | Total         | Rang   |
| ------------- | ------------ | ------------- | -------- | ------------- | ------ |
| Marton Kekesi | Slalom       | 44 s 57       | 41 s 99  | 1 min 26 s 56 | 21     |
| Marton Kekesi | Slalom géant | 1 min 02 s 15 | 57 s 76  | 1 min 59 s 91 | 21     |
| Marton Kekesi | Super-G      |               |          | 1 min 11 s 70 | 34     |
| Marton Kekesi | Combiné      | 1 min 09 s 58 | 41 s 43  | 1 min 51 s 01 | 24     |

Femme
| Athlète       | Épreuve      | Finale           | Finale           | Finale           | Finale           |
| Athlète       | Épreuve      | Manche 1         | Manche 2         | Total            | Rang             |
| ------------- | ------------ | ---------------- | ---------------- | ---------------- | ---------------- |
| Zsuzsanna Ury | Slalom       | 51 s 11          | 46 s 79          | 1 min 37 s 90    | 23               |
| Zsuzsanna Ury | Slalom géant | 1 min 06 s 85    | 1 min 09 s 02    | 2 min 15 s 87    | 33               |
| Zsuzsanna Ury | Super-G      |                  |                  | 1 min 14 s 36    | 29               |
| Zsuzsanna Ury | Combiné      | N'a pas terminée | N'a pas terminée | N'a pas terminée | N'a pas terminée |

### Biathlon
La Hongrie a qualifié un homme.
Homme
| Athlète      | Épreuve   | Finale        | Finale  | Finale |
| Athlète      | Épreuve   | Temps         | Manqués | Rang   |
| ------------ | --------- | ------------- | ------- | ------ |
| David Panyik | Sprint    | 24 min 25 s 9 | 5       | 48     |
| David Panyik | Poursuite | 39 min 35 s 7 | 10      | 46     |

### Ski de fond
La Hongrie a qualifié un homme.
Homme
| Athlète     | Épreuve      | Finale        | Finale |
| Athlète     | Épreuve      | Temps         | Rang   |
| ----------- | ------------ | ------------- | ------ |
| Zeno Bodnar | 10 km hommes | 37 min 22 s 3 | 43     |

Sprint
| Athlète     | Event         | Qualification | Qualification | Quart de finale | Quart de finale | Demi-finale  | Demi-finale  | Finale       | Finale       |
| Athlète     | Event         | Total         | Rang          | Total           | Rang            | Total        | Rang         | Total        | Rang         |
| ----------- | ------------- | ------------- | ------------- | --------------- | --------------- | ------------ | ------------ | ------------ | ------------ |
| Zeno Bodnar | Sprint hommes | 1 min 53 s 69 | 34            | Non qualifié    | Non qualifié    | Non qualifié | Non qualifié | Non qualifié | Non qualifié |

### Hockey sur glace
La Hongrie a qualifié un homme et une femme dans la compétition d'agilité.
Homme
| Athlète(s)    | Épreuve            | Qualification | Qualification | Grande finale | Grande finale |
| Athlète(s)    | Épreuve            | Points        | Rang          | Points        | Rang          |
| ------------- | ------------------ | ------------- | ------------- | ------------- | ------------- |
| Attila Kovacs | Concours d'agilité | 26            | 3 Q           | 22            | 2             |

Femme
| Athlète(s)      | Épreuve            | Qualification | Qualification | Grande finale | Grande finale |
| Athlète(s)      | Épreuve            | Points        | Rang          | Points        | Rang          |
| --------------- | ------------------ | ------------- | ------------- | ------------- | ------------- |
| Fanni Gasparics | Concours d'agilité | 24            | 3 Q           | 19            | 2             |

### Patinage de vitesse sur piste courte
La Hongrie a qualifié un patineur et une patineuse de vitesse sur piste courte.
Homme
| Athlète      | Épreuve             | Quart de finale | Quart de finale | Demi-finale    | Demi-finale | Finale         | Finale |
| Athlète      | Épreuve             | Temps           | Rang            | Temps          | Rang        | Temps          | Rang   |
| ------------ | ------------------- | --------------- | --------------- | -------------- | ----------- | -------------- | ------ |
| Tamas Farkas | 500 mètres hommes   | 46 s 037        | 3 qCD           | 45 s 777       | 2 qC        | 46 s 035       | 1      |
| Tamas Farkas | 1 000 mètres hommes | 1 min 33 s 101  | 4 qCD           | 1 min 55 s 852 | 3 qD        | 1 min 34 s 395 | 1      |

Femme
| Athlète    | Épreuve             | Quart de finale  | Quart de finale  | Demi-finale   | Demi-finale   | Finale        | Finale        |
| Athlète    | Épreuve             | Temps            | Rang             | Temps         | Rang          | Temps         | Rang          |
| ---------- | ------------------- | ---------------- | ---------------- | ------------- | ------------- | ------------- | ------------- |
| Timea Toth | 500 mètres femmes   | 48 s 502         | 3 qCD            | 48 s 725      | 2 qC          | 48 s 743      | 3             |
| Timea Toth | 1 000 mètres femmes | N'a pas terminée | N'a pas terminée | Non qualifiée | Non qualifiée | Non qualifiée | Non qualifiée |

Relais mixte par CNO
| Athlète                                                                        | Épreuve              | Demi-finale    | Demi-finale | Finale         | Finale |
| Athlète                                                                        | Épreuve              | Temps          | Rang        | Temps          | Rang   |
| ------------------------------------------------------------------------------ | -------------------- | -------------- | ----------- | -------------- | ------ |
| Nicole Martinelli (ITA) Milan Grugni (ITA) Tamas Farkas (HUN) Timea Toth (HUN) | Relais mixte par CNO | 4 min 28 s 026 | 3 qB        | 4 min 29 s 686 | 2      |

### Saut à ski
La Hongrie a qualifié un homme en saut à ski.
Homme
| Athlète       | Épreuve           | 1er saut | 1er saut | 2e saut  | 2e saut | Total  | Total |
| Athlète       | Épreuve           | Distance | Points   | Distance | Points  | Points | Rang  |
| ------------- | ----------------- | -------- | -------- | -------- | ------- | ------ | ----- |
| Akos Szilagyi | Individuel hommes | 60,5 m   | 90,0     | 60,0 m   | 87,8    | 177,8  | 20    |

## Sources
- (en) Cet article est partiellement ou en totalité issu de l’article de Wikipédia en anglais intitulé « Hungary at the 2012 Winter Youth Olympics » (voir la liste des auteurs).